# Richtfeuerlinie Blankenese

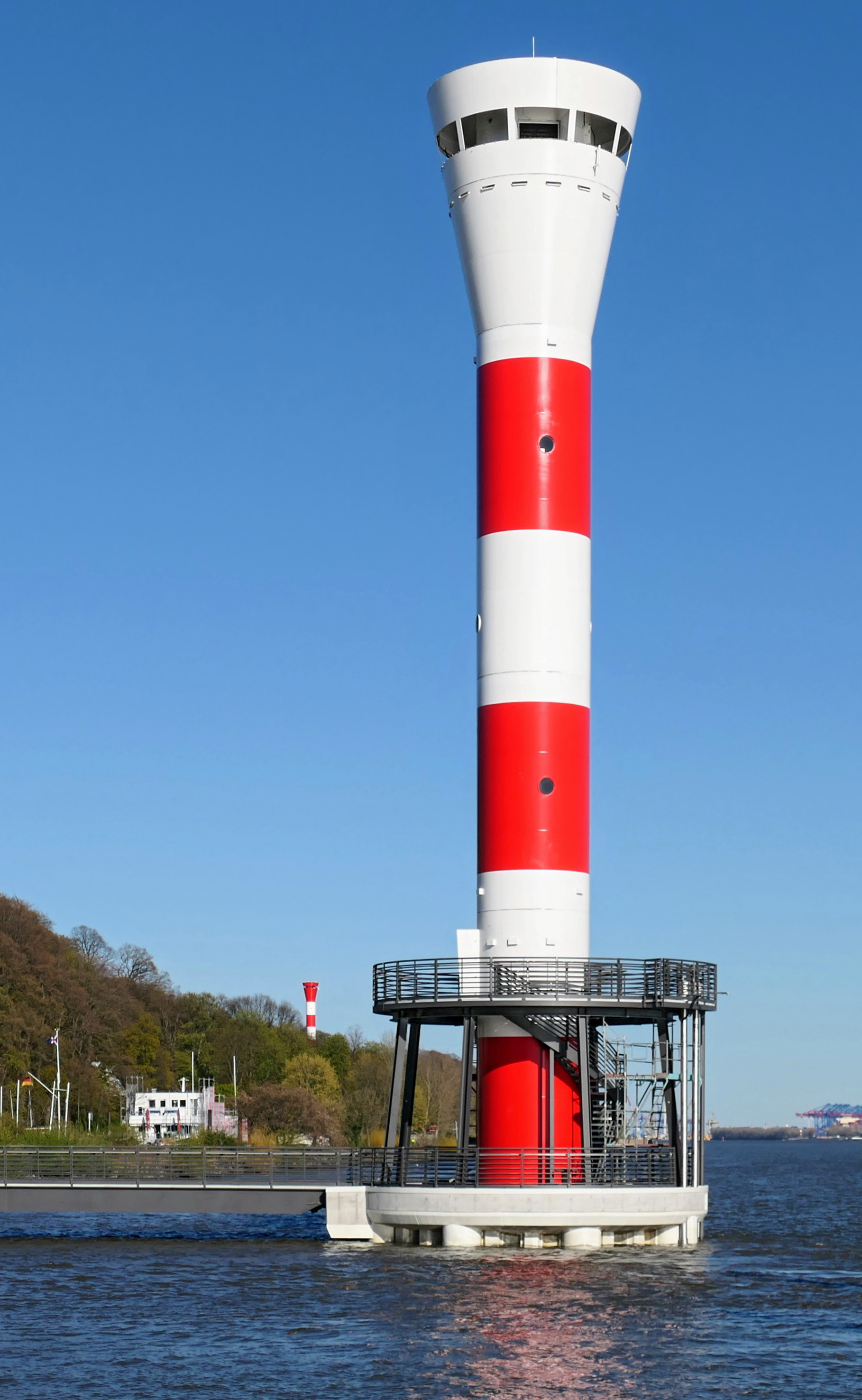
Neues Unterfeuer Blankenese, im Hintergrund das neue Oberfeuer

Die Richtfeuerlinie Blankenese ist ein seit 1984 bestehendes Richtfeuer für elbaufwärts fahrende Schiffe im Hamburger Stadtteil Blankenese. Das ursprünglich 1983/1984 gebaute Richtfeuer, das am 29. November 1984 seinen Betrieb aufnahm, wurde im Oktober 2020 durch eine neue, etwa 500 m nach Südosten verschobene Richtfeuerlinie ersetzt. Um Verwechslungen zu vermeiden, wurden die alten Leuchttürme abgerissen.

## Alte Anlage (1984–2020)

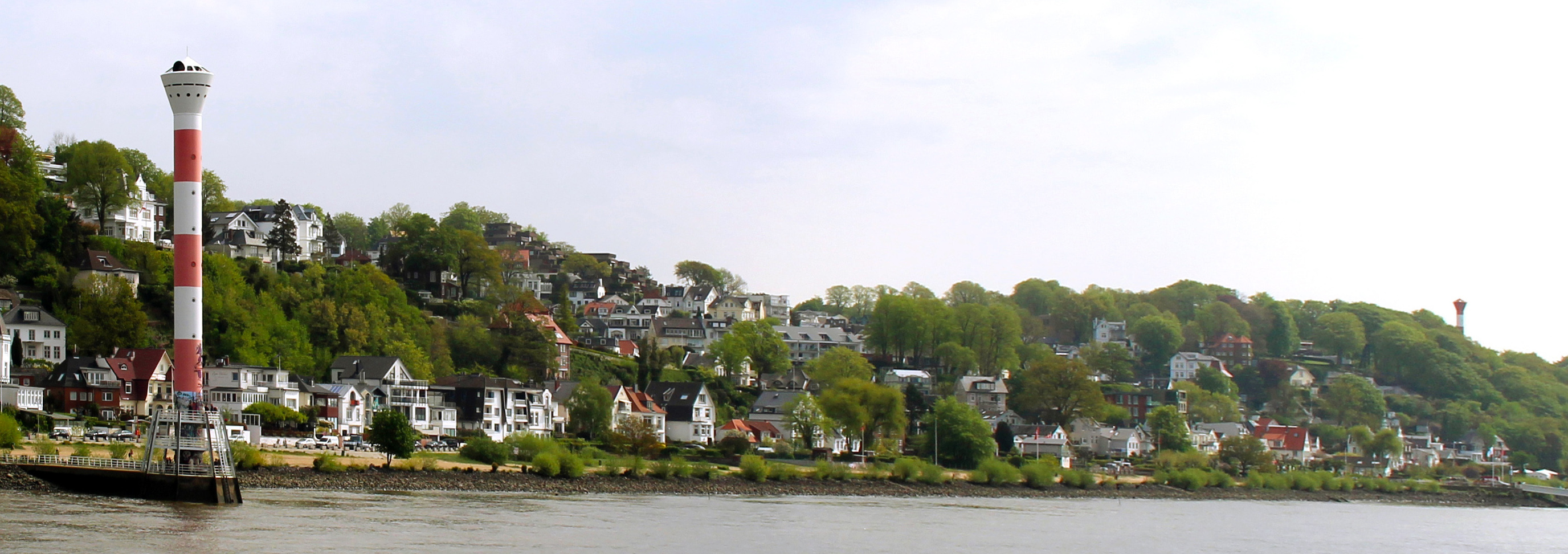
Die alte Richtfeuerlinie Blankenese mit dem alten Unterfeuer (links im Vordergrund) und dem alten Oberfeuer (rechts im Hintergrund) (2020 abgerissen)

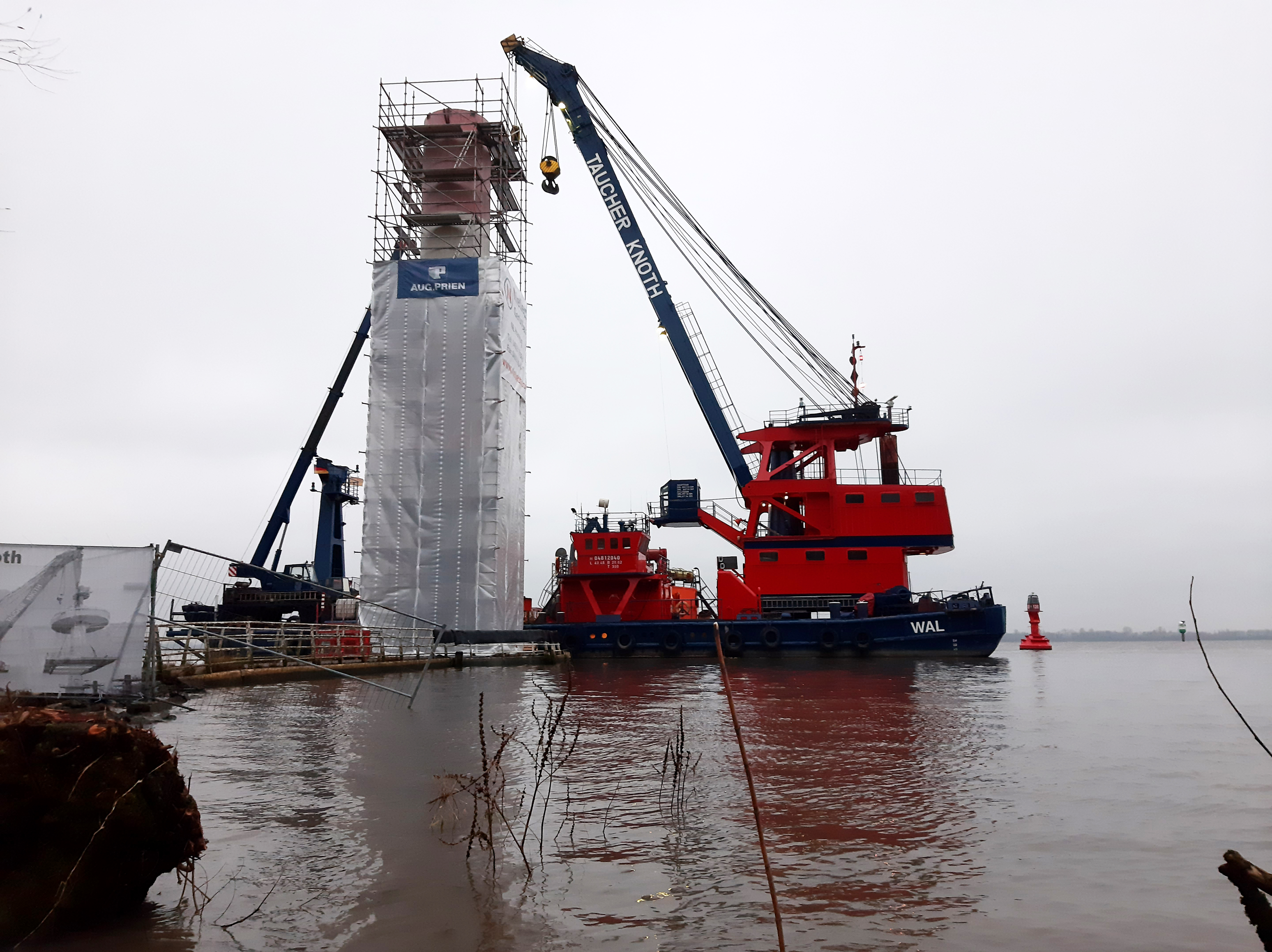
Abbruch des alten Unterfeuers (2020)

Die erste Anlage bestand aus zwei rot-weiß gestreiften Leuchttürmen. Das 42 Meter hohe Unterfeuer Blankenese  wurde direkt am Elbufer errichtet. Das 40 Meter hohe Oberfeuer Blankenese  stand in 1.340 Meter Entfernung in Baurs Park oben auf der Geestkante. Beide unterschieden sich in der Farbe des Laternenhauses, das Laternenhaus des Unterfeuers war weiß gestrichen, das des Oberfeuers rot. Nachdem die Richtfeuerlinie im Rahmen der Elbvertiefung verlegt worden war, mussten die beiden ursprünglichen Leuchttürme abgerissen werden, um Verwechslungen zu vermeiden.

## Bestehende Anlage (seit 2020)
Im Zuge der Elbvertiefung wurde die Elbe westlich von Blankenese verbreitert und dort eine Begegnungsbox angelegt, an der ein- und auslaufende Schiffe einander passieren können. Die Richtfeuerlinie Blankenese, die die Fahrrinne für einlaufende Schiffe markiert, wurde dabei um 125 m nach Süden verlegt. Die dafür notwendigen neuen Leuchttürme wurden von Herbst 2019 bis Herbst 2020 neu errichtet und nahmen am 26. Oktober 2020 ihren Betrieb auf. Das neue Unterfeuer  ist 32 m hoch und steht östlich des Fähranlegers Blankenese im Wasser. Das Oberfeuer  unterhalb des Hirschparks am Mühlenberger Jollenhafen ist 62 m hoch und damit der vierthöchste Leuchtturm Deutschlands.
Der Baubeginn hatte sich immer wieder verzögert, er war ursprünglich für 2008 geplant. Im September 2019 begannen die Bauarbeiten für die neue Richtfeuerlinie.
Die Richtfeuerlinie wird wie die alten Feuer von der nautischen Zentrale Seemannshöft ferngesteuert und überwacht.